# Gălăoaia, Mureș
Gălăoaia (în maghiară Galonya) este un sat în comuna Răstolița din județul Mureș, Transilvania, România.

## Istoric
Localitatea a fost înființată de 6 familii românești, care lucrau în munți, ca muncitori forestieri și ajutoare de vânatoare, lângă familia contelui Kemény. După ce contele János Kemény a moștenit aproape toți munții Călimani, valea Gălăoaia, terenul a devenit cel mai preferat loc de vănătoare a lui. 
Fiind nevoie de ajutor, a angajat câteva familii, cărora le-a atribuit și teren.
Soția sa, Auguszta, a construit o cabana pe o stâncă în munți, la o distanță de 20 de kilometri față de satul Ieciu, astăzi Brâncovenești.
Valea Gălăoaia mare este un punct turistic. De aici au  acces turiștii, iubitori de natură, la Vârful Scaunul Domnului, inalțimea 1381 metri, prin Poiana Mijloc.

## Galerie de imagini

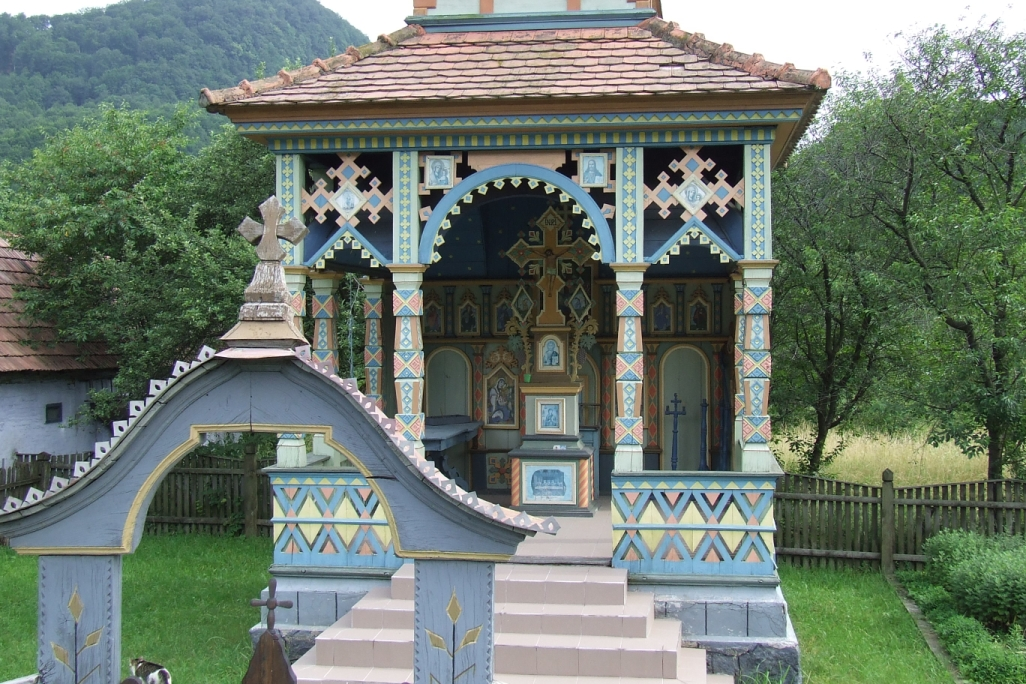
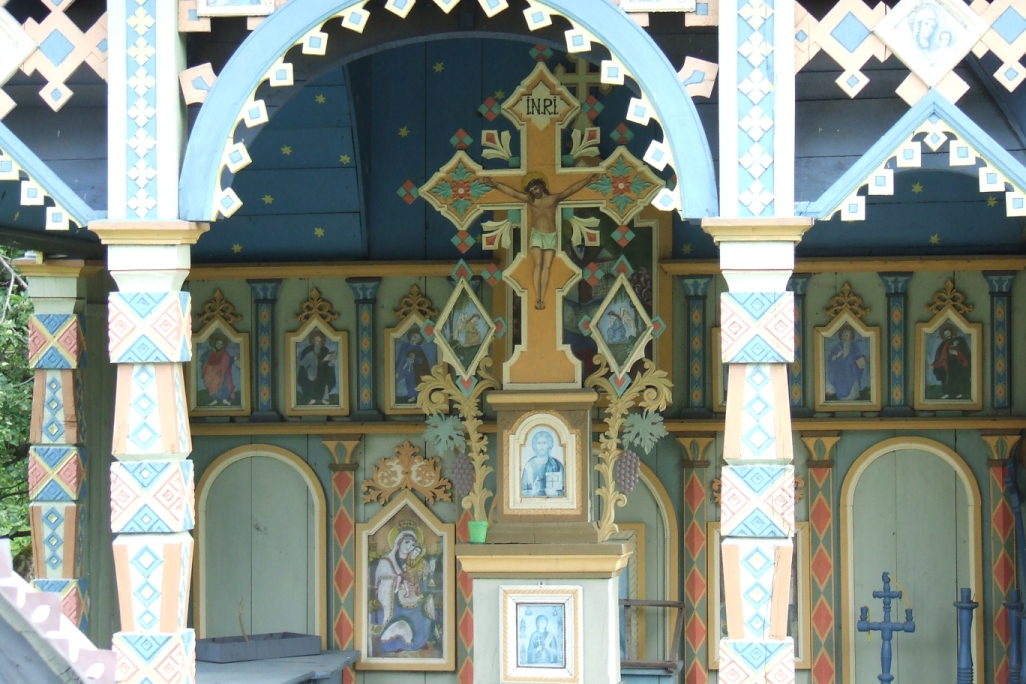
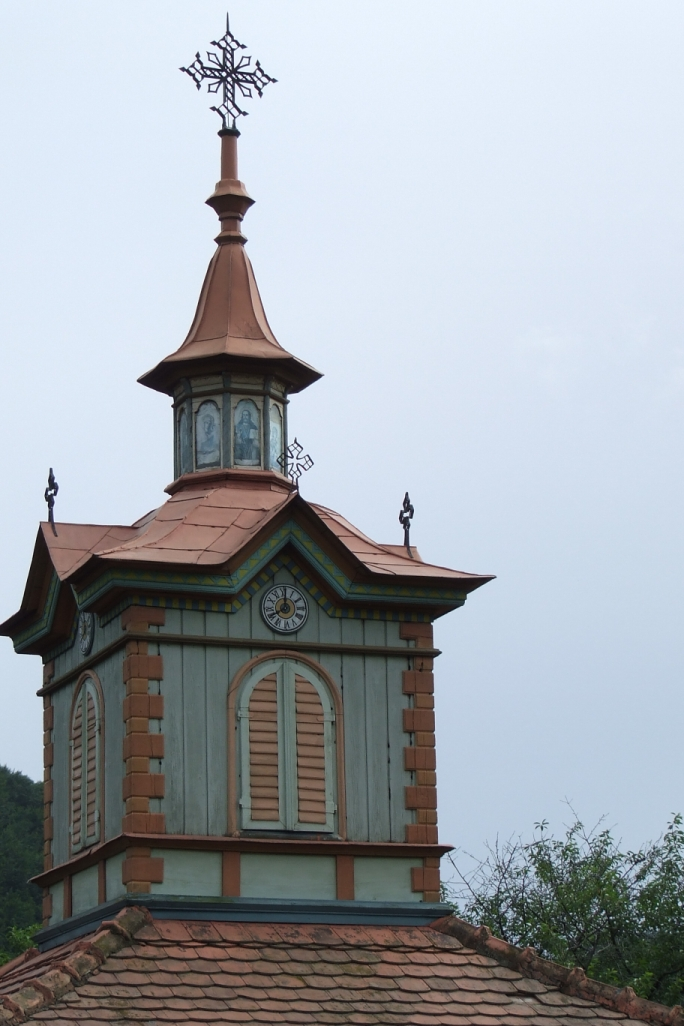
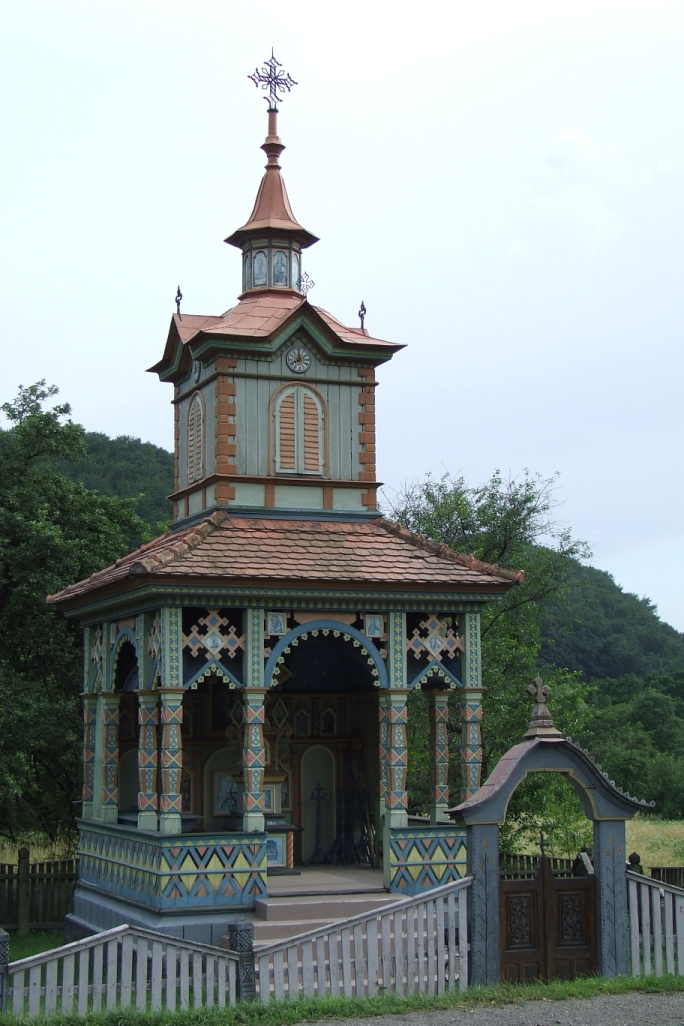
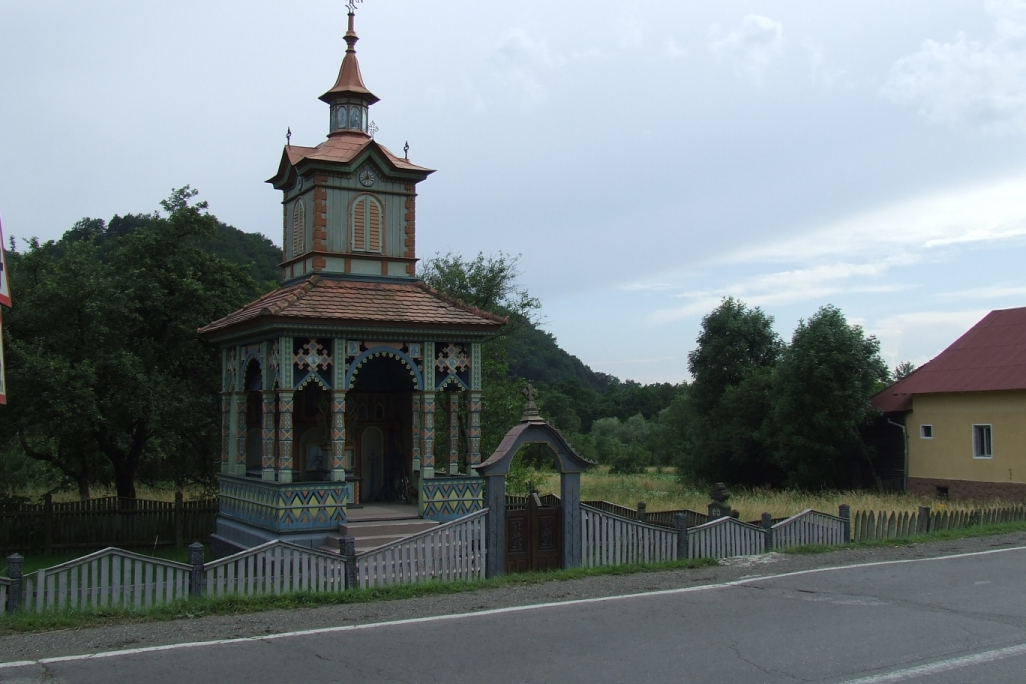